# Тунджур (держава)
Тунджур — держава в східній частині Західного Судану, що утворилася напочатку XV ст. У XVII cn. розпалася на султанати Дарфур і Вадай.

## Історія
У XIII ст. племена тунджур, що були за різними відомостями арабськими племена (нащадками бедуїнів бану-хілал) з Іфрікії (їх шейхи були нащадками Ахмада аль-Макура) або арабизованими берберами-зената з Триполітанії. Вони внаслідок політичних обставин рушили на південь, підпали під владу держави Даджу. З часом зайняли та зміцнили в північних областях.
Поступово посилення тунджур призвело напочатку 1400-х років до відокремлення від Даджу та утворення власної держави. Столицею стало місто Урі. Правителі носили титул малік. Тривалий час відбувалося протистояння з Джаджуром, але до 1500 року воно було підкорено Тунджуром. Згодом столицю було перенесено до Айн-Фара.
Напочатку XVII ст. Тунджур стикнулося з кризовими явищами в середині. Цим скористалися араби, маба, фор, що повстали по всій країні. В результаті володар Дауд зазнав поразки, а держава припинила існування до 1640 року. Решта народу мігрувала на захід під захист імперії Борну.

## Економіка
Являло рабовласницьке господарство. Основу становили скотарство і торгівля. Частково були розвинені землеробство та ремісництво. Правителі держави активно сприяли розвитку караванних шляхів, зрештою зуміли взяти під контроль східні напрямки транссахарської торгівлі. місто Урі стало її важливим центром. Важливим напрямком були Єгипет та Іфрікія. З Тунджуру вивозили рабів, золото, верблюдів, ріг носорога, слонову кістку, страусове пір'я, тамаринд, гуміарабік та соду.

## Культура
Правителі проводили політику ісламізації місцевого населення, що частково належала до анімістів або християн. Саме за часів тунджур в містах почали зводити значні будівлі, де поєдувався берберський стиль з традиційним для цим міст стилем Тора. Втім сама столиця — Урі — була зведена в стилі народу фор.